# 搜狗科学百科
搜狗科学百科是搜狗公司推出的一部科学领域网络百科全书，与搜狗百科为两个独立产品。该网站内容采用CC-BY-SA 3.0授权，百科词条采用同行評審机制进行审核。该网站于2020年10月正式推出，2022年11月停止运行。

## 历史
2020年10月，搜狗正式推出了搜狗科学百科产品。该产品宣称由科研人士参与创建词条、由持有博士学历的用户借助同行評審机制进行审核，并采用去中心化的组织形式。此外，还希望以该产品为平台，打造一个学术交流社区。
2022年10月，搜狗科学百科官网发布公告称，该产品将于同年11月11日停止运营，届时将删除平台所有数据并关闭服务器，相关内容无法找回。